# Малишенка
Малишенка (рос. Малышенка) — село у складі Голишмановського міського округу Тюменської області, Росія.
Населення — 858 осіб (2010, 897 у 2002).
Національний склад станом на 2002 рік:
- росіяни — 92 %